# Matou (köping i Kina, Jiangsu)
Matou (kinesiska: 码头, 码头镇) är en köping i Kina. Den ligger i provinsen Jiangsu, i den östra delen av landet, omkring 160 kilometer norr om provinshuvudstaden Nanjing. Antalet invånare är 22897. Befolkningen består av 11 076 kvinnor och 11 821 män. Barn under 15 år utgör 15,0 %, vuxna 15-64 år 73 %, och äldre över 65 år 11,0 %.
Genomsnittlig årsnederbörd är 1 270 millimeter. Den regnigaste månaden är juli, med i genomsnitt 280 mm nederbörd, och den torraste är januari, med 23 mm nederbörd.